# Tala, Kenya
Tala är en ort i distriktet Machakos i provinsen Östprovinsen i Kenya, belägen ungefär 56 km öster om Nairobi.